# Ren Ōsugi
Takashi Ōsugi (大杉孝, Ōsugi Takashi), dit Ren Ōsugi (大杉漣, Ōsugi Ren), né le 27 septembre 1951 à Komatsushima au Japon et mort le 21 février 2018, est un acteur japonais. 

## Biographie
Ren Ōsugi commence sa carrière au théâtre en 1974 et fait ses débuts au cinéma en 1980. Il est connu pour ses seconds rôles dans les films de Takeshi Kitano, il meurt le 21 février 2018 des suites d'une attaque cardiaque.

## Filmographie

### Cinéma

#### Années 1970
- 1979 : Fujo bôkô jiken: Fukiso'

#### Années 1980
- 1980 : OL hentai shikijô
- 1980 : Onna: Tarashikomi
- 1981 : Gaki teikoku
- 1982 : 17-sai no kokuhaku: Shitsukoku okashite
- 1982 : Chikan densha: Motto tsuzukete
- 1982 : Jûshoku nawa fujin
- 1982 : Seigyaku! - Onna o abaku
- 1982 : Weekend Shuffle
- 1983 : Bijo nawa geshô : Sôichi Kyôda
- 1983 : Bokura no kisetsu
- 1983 : Dan Oniroku hebi no ana : Ueda
- 1983 : Kyokon densetsu: Utsukushiki nazo : Makio Mitani
- 1983 : Osowareta danchi-zuma
- 1983 : Renzoku bôkan : Katsuzô
- 1983 : Yokoku bôkô: Yaru! Sasu!
- 1984 : Aiyokuno hibi Ekusutasî : directeur général d'un hôtel
- 1984 : Biyôshi monzetsu joshi ryô
- 1984 : Chikan to skirt
- 1984 : Gubbai bôi
- 1984 : Hentai kazoku: Aniki no yomesan : Mamiya Shukichi
- 1984 : Kahanshin Shôkôgun : Shigeru Mimura
- 1984 : Scanty doll: nugitate no kaori : Shûkichi Yajima
- 1984 : Sensei, watashi no karada ni hi o tsukenaide
- 1985 : Chikan densha: Shanai de ippatsu
- 1985 : Chikatetsu renzoku reipu
- 1985 : Kuroi shitagi no onna : journaliste
- 1985 : Momoiro shintai kensa
- 1987 : Chikatetsu renzoku reipu: Seifuku-gari
- 1988 : Subway Serial Rape: Lover Hunting
- 1989 : Fanshî dansu : passager sur un vol

#### Années 1990
- 1990 : 1990 botan-dôrô : propriétaire de la salle de concert
- 1990 : Byôin e ikô : père de la fille
- 1990 : Gattubî - Bokura wa kono natsu nekutai wo suru : entraineur
- 1990 : Sawako no koi : éditeur
- 1991 : Asatte dansu
- 1991 : Domain of Murder
- 1991 : L'Incapable (無能の人, Munō no hito) de Naoto Takenaka : Kurahara
- 1991 : Satsujin ga ippai
- 1992 : Hikinige Family : Todo Takenori
- 1992 : Le Gardien de l'enfer (地獄の警備員, Jigoku no keibi in?) de Kiyoshi Kurosawa : Kurume
- 1992 : The River with No Bridge
- 1993 : Gokudô kisha
- 1993 : Samayoeru nouzui
- 1993 : Sonatine, mélodie mortelle de Takeshi Kitano : Katagiri
- 1993 : XX: utsukushiki kyôki
- 1993 : Bodyguard Kiba de Takashi Miike : lui-même
- 1994 : Bakumatsu kôkôsei
- 1994 : Kyouju Luger P08
- 1994 : Powazon bodi dokufu
- 1995 : Getting Any? de Takeshi Kitano : chef yakuza 3
- 1995 : Kike wadatsumi no koe Last Friends
- 1995 : Les Affranchis de Shinjuku de Takashi Miike : boss yakuza
- 1995 : Maborosi de Hirokazu Kore-eda : Hiroshi, le père de Yumiko
- 1995 : Mâkusu no yama de Yōichi Sai : Katagiri
- 1995 : Nanba kin'yû den: Minami no teiô - Gekijô ban Part VI
- 1995 : Nozokiya : collecteur de dettes
- 1995 : Tokyo Mafia : Iwagami
- 1996 : Doa 3
- 1996 : Le Spectre de l'actrice (女優霊, Joyū-rei) de Hideo Nakata : Ootani, le cinéaste
- 1996 : Gangpae sueob
- 1996 : Katte ni shiyagare!! Narikin keikaku
- 1996 : Kids Return de Takeshi Kitano : passager dans un taxi
- 1996 : Marî no gêmu
- 1996 : Dangan Runner (弾丸ランナー) de Sabu
- 1996 : Shall We Dance? de Masayuki Suo : Sugiura
- 1996 : Tokyo Mafia: Wrath of the Yakuza : Iwagami
- 1996 : XX: Beautiful Prey : Tagari
- 1997 : Cure de Kiyoshi Kurosawa : Fujiwara
- 1997 : Fukushu the Revenge Kienai Kizuato : directeur de bureau
- 1997 : Gozonji! Fundoshi zukin
- 1997 : Hana-bi de Takeshi Kitano : Horibe
- 1997 : Postman Blues (ポストマン・ブルース) de Sabu : Joe
- 1997 : Full Metal Yakuza de Takashi Miike : Nakame
- 1998 : Anrakkî monkî : Tachibana
- 1998 : Black Angel Vol. 1 : Kusakabe
- 1998 : Give It All d'Itsumichi Isomura : le principal
- 1998 : Gokudo no onna-tachi: Kejime
- 1998 : Inu hashiru : Hideyoshi
- 1998 : Les Yeux de l'araignée de Kiyoshi Kurosawa : Yoda
- 1998 : License to Live de Kiyoshi Kurosawa : Murota
- 1998 : Orokamono: Kizu darake no tenshi : Tatsuo Masui
- 1998 : Rabu retâ
- 1998 : Rakka suru yugata : Nakajima
- 1998 : Tokyo Eyes de Jean-Pierre Limosin : conducteur de bus
- 1999 : Audition (オーディション, Ōdishon) de Takashi Miike : Shimada
- 1999 : Avec mon mari : Nakazaki
- 1999 : Charisma de Kiyoshi Kurosawa : Satoshi Nakasone
- 1999 : Dead or Alive de Takashi Miike : Yan
- 1999 : Himitsu de Yōjirō Takita : Hiroyuki Kajikawa
- 1999 : Kimi no tame ni dekiru koto : Yûzô Nishida
- 1999 : Ley Lines de Takashi Miike : propriétaire de l'entrepôt
- 1999 : Ojuken : Yoshimoto
- 1999 : Shikoku (死国) de Shun'ichi Nagasaki : Yasutaka Hiura, le père de Sayori
- 1999 : Tenshi ni misuterareta yoru : Akihiko Tomobe

#### Années 2000
- 2000 : Aniki, mon frère de Takeshi Kitano : Harada
- 2000 : Crazy Lips de Hirohisa Sasaki : colonel
- 2000 : Dead or Alive 2 de Takashi Miike : le beau-père de Mizuki
- 2000 : Futei no kisetsu : Kurosaki
- 2000 : La Cité des âmes perdues
- 2000 : MPD Psycho de Takashi Miike : Toru Sasayama
- 2000 : Monday de Sabu : Murai Yoshio
- 2000 : Party 7 de Katsuhito Ishii : docteur
- 2000 : Sanmon yakusha
- 2000 : Uzumaki de Higuchinsky : Toshio Saito
- 2000 : Supêsutoraberâzu : Tsuneda
- 2000 : Tales of the Unusual : Yoshiaki Yamauchi (segment "One Snowy Night")
- 2001 : Go de Isao Yukisada : conducteur de taxi
- 2001 : Hikari no ame : Shogo Tarumi
- 2001 : Kamen gakuen : Yuichiro Jonouchi
- 2001 : Kewaishi : Goro Moriyama
- 2001 : Kikuchi-jô monogatari - sakimori-tachi no uta : Naka-no-Ooe-no-Ôji
- 2001 : Rush! : Naruse
- 2001 : Stereo Future : Telebi-kyoku Hensei-buchou no Kuroiwa
- 2001 : Tsuribaka nisshi 12: Shijo saidai no kyuka : Urabe
- 2002 : Blessing Bell de Sabu : la voix des haut-parleurs de la prison
- 2002 : Dolls de Takeshi Kitano : le manager d'Haruna
- 2002 : Drive : Nishi Goro
- 2002 : Fune o oritara kanojo no shima : le père de Kuriko
- 2002 : Keimusho no naka : Takahashi
- 2002 : Le Samouraï du crépuscule de Yōji Yamada : Toyotaro Koda
- 2002 : Ranchi no joô : Makita
- 2002 : Travail de Kentarō Ōtani : Muraoka
- 2002 : Utsutsu : Nagata Tsutomu
- 2003 : Kantoku kansen
- 2003 : Renai shashin : directeur
- 2003 : Revolver - Aoi haru : Kadowaki
- 2003 : Thirteen Steps : Norio Ando
- 2004 : Akai tsuki : Zou Lin-xiang
- 2004 : Boku to kanojo to kanojo no ikiru michi : Yoshiro Koyanagi
- 2004 : Densetsu no wani Jeiku
- 2004 : Eiko : Hirai
- 2004 : Ki no umi
- 2004 : Kono yo no sotoe - Club Shinchugun : Seikichi Hirooka
- 2004 : L'amant : C
- 2004 : Lady Joker : Junichi Fukawa
- 2004 : Mura no shashinshuu
- 2004 : Ninnin - La légende du ninja Hattori
- 2004 : Otôto : Masahiko Kobayashi
- 2004 : Proof of the Man : Atsushi Yokowatari
- 2004 : Zebraman de Takashi Miike : Kuroda, le principal adjoint
- 2005 : About Love : propriétaire de boutique (segment "Tokyo")
- 2005 : Densha otoko de Shōsuke Murakami : un homme dans le train
- 2005 : Jam Films S
- 2005 : Life on the Longboard : Kazuo Yonekura
- 2005 : Onna no ichidaiki
- 2005 : Loft de Kiyoshi Kurosawa : Hino
- 2005 : Shissô : Arata
- 2005 : Takeshis' de Takeshi Kitano : le manager de Takeshi / conducteur de taxi
- 2005 : Yôgisha: Muroi Shinji : Kuniichi Yokoyama
- 2006 : Akumu tantei : inspecteur Sekiya
- 2006 : Baruto no gakuen : Kuroda
- 2006 : Origine de Keiichi Sugiyama : Agashi (Voix)
- 2006 : Shen you qing ren : le père de Shaodea
- 2006 : Yôki na gyangu ga chikyû o mawasu : Kunimoto
- 2007 : Akai bunka jûtaku no hatsuko : le père de Hatsuko
- 2007 : Unfair: The Movie de Yoshinori Kobayashi : directeur assistant Irie
- 2007 : Exte: Hair Extensions : Yamazaki
- 2007 : Glory to the Filmmaker! de Takeshi Kitano
- 2007 : Hagetaka: Road to Rebirth
- 2007 : Kayôkyoku dayo jinsei wa
- 2007 : Tana no sumi : Yasuo Miyata
- 2008 : Achille et la Tortue de Takeshi Kitano : Tomisuke Kuramochi
- 2008 : Buta ga ita kyôshitsu : principal adjoint Nishina
- 2008 : Furaingu rabittsu
- 2008 : GS wandârando : Kenichi Kamata
- 2008 : Higurashi no naku koro ni de Ataru Oikawa
- 2008 : Ishiuchi jinjô kôtô shôgakkô: Hana wa chiredomo
- 2008 : Kyûka : Tatsuro Mishima
- 2008 : Maboroshi no Yamataikoku : Koga
- 2008 : Nekonade
- 2008 : R246 Story
- 2008 : Sakura no sono : Nisaburo Suzuki
- 2008 : Sunshine Days
- 2008 : Tsukiji uogashi sandaime : Kanaya
- 2009 : Baton de Ryūhei Kitamura : (Voix)
- 2009 : Gekijouban Kamen raidâ Dikeido: Ôru raidâ tai Daishokkâ : ambassadeur des enfers
- 2009 : Higurashi no naku koro ni: Chikai de Ataru Oikawa
- 2009 : Le Bateau-usine (蟹工船, Kanikôsen) de Sabu : le père de Shimizu
- 2009 : Mogera wogura de Shôgo Kusano
- 2009 : Monokurômu no shôjo
- 2009 : Rookies: Sotsugyô : Fujimura Akihiro
- 2009 : Shikisoku zenereishon : docteur
- 2009 : Shizumanu taiyō : Wako
- 2009 : Shugo tenshi
- 2009 : USB de Shutaro Oku
- 2009 : April Bride (余命1ヶ月の花嫁, Yomei ikkagetsu no hanayome?) de Ryūichi Hiroki : Toshiro Akasu

#### Années 2010
- 2010 : Postcard de Kaneto Shindō : Kichigoro Izumiya
- 2010 : Kôshônin: The movie - Taimu rimitto kôdo 10,000 m no zunôsen
- 2010 : Oniichan no hanabi
- 2010 : Raiou : Sennokai Takayama
- 2010 : Ranningu on enputi : gérant du magasin de dépannage
- 2010 : Saraba itoshi no daitôryô
- 2010 : Yajima Biyôshitsu the movie: Yume o tsukama Nebada
- 2011 : Ashita ni kakeru ai
- 2011 : Boku to tsuma no 1778 no monogatari
- 2011 : Empty : Motoo Takada
- 2011 : Fly! Heibon na kiseki
- 2011 : Jîn warutsu : Takashi Araki
- 2011 : Kêtai deka 3 the movie: Môningu musume. kyuushutsu daisakusen! - Pandora no hako no himitsu
- 2011 : Sararîman neo gekijouban (Warai)
- 2011 : Shea hausu
- 2011 : Sumagurâ: Omae no mirai o hakobe : flic #1
- 2011 : Tsure ga utsu ni narimashite. : Yasuo Kurita, le père de Haruko
- 2011 : Yuriko, dasuvidânya : Shigeru Araki
- 2012 : Himitsu no Akko-chan
- 2012 : Jinsei, irodori : Hariki
- 2012 : Michi: Hakuji no hito
- 2012 : Odoru daisousasen the Final: Aratanaru kibou
- 2012 : Okaeri, Hayabusa : Tomohiko Emoto
- 2012 : The Higashino Keigo Mysteries : Banba Jyuzo
- 2013 : 100-kai nakukoto : Yasuhiko Sawamura
- 2013 : Anata ni nita dareka
- 2013 : Hajimari no michi : Shiro Kido
- 2013 : Blindly in Love (箱入り息子の恋, Hakoiri musuko no moi?) de Masahide Ichii (ja) : Akita Imai
- 2013 : Kaen kita no eiyu aterui den : Azamaro
- 2013 : Kiiroi zou : Sotetsu (Voix)
- 2013 : Mierîno Kashiwagi : Ohsugi
- 2013 : Mogura no uta: Sennyuu sousakan Reiji
- 2013 : Monsutâ
- 2013 : Namonaki Doku : Kitami
- 2013 : Sekiseki renren : Bugman
- 2013 : So Long!
- 2014 : 25 de Tsutomu Kashima
- 2014 : Bankûbâ no asahi
- 2014 : Budô no namida
- 2014 : Dâku sûtsu
- 2014 : Howaito rabo: Keishichou tokubetsu kagaku sousahan : Kuroda Kei
- 2014 : Kinkyû Torishirabeshitsu : Zenjiro nakata / Zenjiro Nakata
- 2014 : Last Doctor: Kansatsui Akita no Kenshi Hôkoku
- 2014 : Les Chevaliers du Zodiaque: La légende du sanctuaire : Mitsumasa Kido
- 2014 : Naniwa Zenidô
- 2014 : Ogawachô Serenade
- 2014 : Oyaji no senaka
- 2014 : Peter no sôretsu
- 2014 : Sakura saku
- 2015 : Chimata no hanashi : lui-même
- 2015 : Daeho : Maezono, un officiel du gouvernement
- 2015 : Kagura me
- 2015 : Konkatsu Deka
- 2015 : Samu Life : Kubota
- 2015 : Siren
- 2015 : Ten no Chasuke de Sabu : Taneda
- 2015 : Zeni no sensô : Hiroshi Konno
- 2016 : Bar Remon hâto
- 2016 : Kamen Rider 1 Go : ambassadeur des enfers
- 2016 : Kaze no tayori
- 2016 : Keishichô 0 gakari: Seikatsu anzen ka nandemo sôdanshitsu
- 2016 : Mitsu no aware : Ojisama
- 2016 : Omukae desu
- 2016 : Rental kyûseishu
- 2016 : Shin Godzilla : le Premier ministre Seiji Okochi
- 2016 : U-31 : Seiichi Takemura
- 2017 : Fainaru fantajî XIV: Hikari no otousan : Hakutaro
- 2017 : Izakaya Fuji
- 2017 : Mei eki 1 chôme 1 ban 1 gô: hito to shiawase wo tsunagu basho
- 2017 : Outrage Coda de Takeshi Kitano
- 2017 : Yochô: Sanpo suru Shinryakusha
- 2017 : Zou o naderu
- 2017 : Goodbye Elegy
- 2017 : Outrage Saishusho
- 2017 : Gekijoban
- 2018 : Kyoukaishi

### Courts-métrages
- 2009 : Umeko

### Télévision

#### Séries télévisées

##### Années 1990
- 1990 : Heisei karaoke no ran
- 1991 : Taiheiki (en) : chef de guerre
- 1998 : Shinsengumi keppuhroku : Susumu Yamazaki
- 1999 : Team

##### Années 2000
- 2000 : Furenzu : Kobayashi
- 2000 : Manatsu no Merry Christmas : Akira Ohashi
- 2001 : Sayonara, Ozu-sensei
- 2002 : Manten
- 2002 : Rongu rabu retâ: Hyôryû kyôshitsu : Shigeo Misaki
- 2003 : Anata no jinsei ohakobishimasu
- 2004 : Hannin deka
- 2005 : Fukigen na jiin : chef du laboratoire
- 2005 : Ganbatte ikimasshoi : Yukio Shinomura
- 2005 : Minna mukashi wa kodomo datta : Kinya Sakagami
- 2005 : Yoshitsune : Minamoto no Yuki-ie
- 2006 : Boku no aruku michi : Kubo Ryosuke
- 2006 : Diron: Unmei no inu
- 2006 : My Boss, My Hero : Kuroi Teruyuki / Teruyuki Kuroi
- 2007 : Dondo hare : Keigo Asakura
- 2007 : Hotelier
- 2007 : Sunshine Days
- 2008 : Hokaben : Tetsuo Morioka
- 2008 : Rookies : Fujimura Akihiro
- 2009 : Keiji ichidai: Hiratsuka Hachibei no Shôwa jiken shi : Kazunori Bito
- 2009 : Mai gâru
- 2009 : Ninkyô herupâ : Yasuhiro Sonozaki
- 2009 : Saka no ue no kumo
- 2009 : Shakkingu: Zeni no tatsujin
- 2009 : Soratobu taiya
- 2009 : Toraianguru : Katsuragi Hitoshi / Hitoshi Katsuragi

##### Années 2010
- 2010 : Cinemaholic : lui-même
- 2010 : Gakeppuchi no Eri - Kono yo de ichiban daiji na 'Kane' no hanashi : Katsuo Umemoto
- 2010 : Gegege no nyôbô
- 2010 : Joker: Yurusarezaru sôsakan : Mikami Kuniharu
- 2010 : Mori no asagao
- 2010 : Mâkusu no yama
- 2010 : Toraburuman
- 2010 : Yamato nadeshiko shichihenge
- 2011 : Honne biyori : lui-même
- 2011 : IS : Otoko demo onna demo nai sei : Ibuki
- 2011 : Iryû sôsa : Kaga
- 2011 : Ore no Sora: Keiji-hen : Yasuda
- 2011 : Tabi no chikara : lui-même
- 2011 : Umareru. : Kondo Takumi / Takumi Kondo
- 2012 : Hangurî! : Yamate Taro
- 2012 : Kurohyō: Ryū ga Gotoku Shinshō
- 2012 : Maguma : Udagawa
- 2013 : Kodoku no gurume
- 2013 : Kyôto chiken no onna : Kozaburo Imori
- 2013 : Olympic no minoshirokin : Seiji Tanaka
- 2014 : Garo
- 2014 : Bonkura
- 2014-2015 : Hanasaki Mai ga damatteinai : Hanasaki / Hanasaki Kozo
- 2016-2017 : Aibô : Toji Kinugasa
- 2017 : Baipureiyâzu: Moshimo 6 nin no mei wakiyaku ga sheahausu de kurashi tara
- 2017 : Uso no sensô

#### Téléfilms

##### Années 1990
- 1993 : D no fukugô
- 1995 : Katte ni shiyagare! Goudatsu-keikaku : Suzuki
- 1995 : Katte ni shiyagare!! Dasshutsu keikaku : Suzuki
- 1996 : Katte ni shiyagare! Eiyû-keikaku : Suzuki
- 1996 : Katte ni shiyagare!! Ôgon keikaku
- 1997 : Yonimo kimyô na monogatari: '97 haru no tokubetsu hen
- 1998 : Mizu no naka no hachigatsu
- 1999 : Fûmon

##### Années 2000
- 2000 : Séance de Kiyoshi Kurosawa : client du restaurant
- 2001 : Chûshingura 1/47 : Yoshiyasu Yanagisawa
- 2001 : Michinoku matsuri satsujinkô
- 2001 : Nishimura Jukô no nihon jûdan sasupensu: Ôgon no inu : Akihiko Shima
- 2001 : W no higeki
- 2002 : Paato-taimu tantei
- 2002 : Sabu de Takashi Miike : Heizo
- 2003 : Sôsa sen jô no aria: Tonari beya no onna...
- 2003 : Umi no orugôru : Yasunaga
- 2004 : Jû nen: Tsuma ga otto wo uragitta hi
- 2004 : Nekketsu keiji Yoshinaga Seiichi: E ga koroshita
- 2004 : Paato-taimu tantei 2 : Kazuo Yamada
- 2004 : Toride naki mono
- 2005 : Hoshi ni negaio: 7jô ma de umareta 410man no hoshi : Shinya Yamazaki
- 2005 : Meitantei Akafuji Takashi: ABC satsujin jiken
- 2006 : Aoi byôten
- 2006 : Keiji Yoshinaga Seiichi Namida no jikenbo 4: Ichiban taisetsu na hito
- 2007 : Chichi kara no tegami
- 2008 : Kimino nozomu shinikata
- 2009 : Daremo mamorenai
- 2009 : Fukuie keibuho no aisatsu: Okkamu no kamisori : professeur
- 2009 : Samayoi zakura
- 2010 : Kôiki keisatsu : Junichiro saeki
- 2011 : Guriko Morinaga jiken
- 2011 : Hikaru hekiga : Teizo Sakagami
- 2011 : Kikanakatta basho
- 2011 : Kôiki keisatsu 2 : Junichiro Saeki
- 2011 : Majutsu wa sasayaku
- 2011 : Saigo no Kizuna : Morinaga Agarie
- 2011 : Yamekei tantei Kagami Touko : Iwao Munakata
- 2012 : Akutô
- 2012 : Haiiro no niji
- 2012 : Jiko - kuroi gashû : Mikio Rokujo
- 2012 : Kôiki keisatsu 3 : Junichiro Saeki
- 2012 : Miwotsukushi ryôrichô
- 2012 : Tsuma ga otto wo okuru toki : Iwasaki
- 2012 : Yama deka: nihon hyaku meisan satsujin jiken : Denkichi Michihara
- 2013 : Inemuri sensei
- 2013 : Jôiuchi: hairyô zuma shimatsu : Matsudaira
- 2013 : Kôiki keisatsu 4 : Junichiro Saeki
- 2013 : SPEC: Zero
- 2013 : Supesharisuto
- 2014 : Dr. Nâsu eido
- 2014 : Hanachan no misoshiru
- 2014 : Inochi Arukagiri Tatakae, Soshite Ikinukunda
- 2014 : Shi no Hassô
- 2014 : Supesharisuto 2 : Kiichiro Takakura
- 2015 : Kinkyû Torishirabeshitsu: Onna Tomodachi : Nakata Zenjiro
- 2015 : Saigo no shônin
- 2015 : Specialist 4
- 2015 : Supesharisuto 3 : Kiichiro Takakura
- 2016 : Chihôshi wo kau Onna: Sakka Sugimoto Ryûji no Suiri : Honma Seijiro
- 2016 : Setouchi Shonen Yakyûdan : Ginzô Nakai
- 2017 : Tôga no hito